# James Files

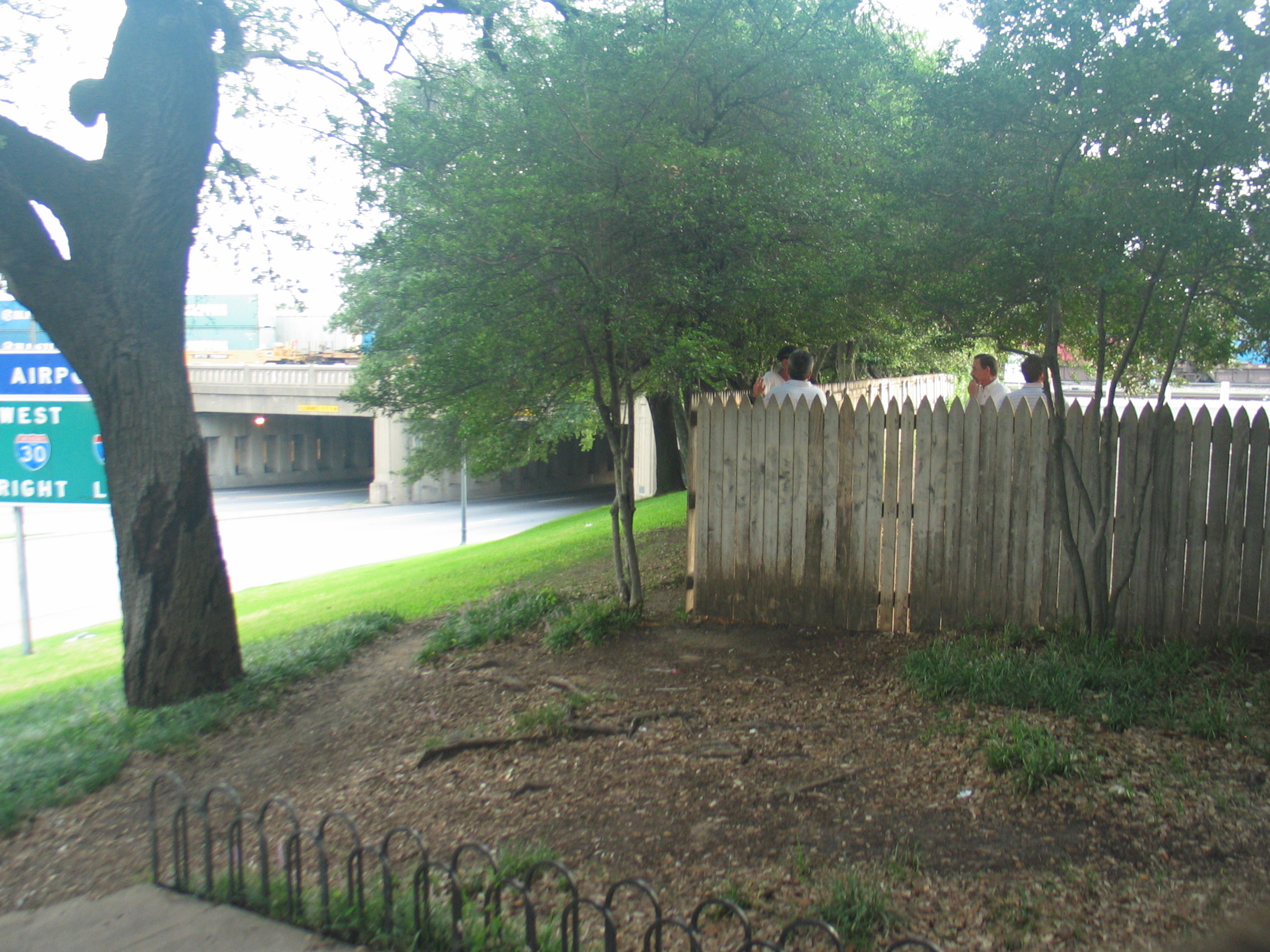
La clôture en bois d'où James Files prétend avoir tiré sur Kennedy

James Earl Files (né le 24 janvier 1942), également connu sous le nom de James Sutton, est un ancien prisonnier américain. Il a prétendu être un des tireurs de l'assassinat de John F. Kennedy,,

## Histoire
En 2010, le magazine Playboy a publié un article de Hillel Levin dans lequel James Files impliquait également Charles Nicoletti et John Roselli dans l'assassinat de Kennedy. En 2022 Ted Nelson a publié une interview vidéo avec Files sur sa chaîne YouTube.

## Analyse
En 1994, le Federal Bureau of Investigation a été cité comme ayant enquêté sur l'allégation de Files et l'a trouvée « non crédible. »
Vincent Bugliosi, auteur de Reclaiming History: The Assassination of President John F. Kennedy, a décrit James Files comme « le Rodney Dangerfield des assassins de Kennedy ». Selon Bugliosi, très peu parmi la majorité des Américains (75 %) croient qu'il y avait un complot pour tuer Kennedy respectez-le ou respectez son histoire. Cependant, le professeur de psychologie Jerome Kroth a décrit Files comme « étonnamment crédible » et a déclaré que son histoire « est la plus crédible et la plus convaincante » sur l'assassinat.